# Liste de comtés de fiction
Cet article est une liste des principaux comtés imaginaires, inventés dans le cadre de fictions.

## Canada
- Missinabi County, Ontario - son chef-lieu fictionnel est Mariposa, chez Stephen Leacock dans Sunshine Sketches of a Little Town.
- Possum County, Ontario - cadre de The Red Green Show sur la CBC.

## Royaume-Uni
- Barsetshire - localité imaginaire de la série de romans des Chroniques du Barsetshire d'Anthony Trollope.
- Borsetshire - on y trouve le village d'Ambridge dans l'émission radiodiffusée par la BBC The Archers.
- Diddlesex - inventé par le magazine Punch dans les années 1840.
- Downshire - on y trouve le village imaginaire de St. Mary Mead dans le roman L'Affaire Protheroe d'Agatha Christie (il est également indiqué qu'il se trouve dans le Radfordshire) (Downshire peut parfois se référer au County Down, qui existe vraiment).
- Ffhagdiwedd - County Borough du South East Wales qui est le cadre de Waliens, un roman de R.W. Finlan et Darren Bowker-Powis.
- Glebeshire - le cadre de la plupart des romans de Hugh Walpole.
- Glenshire - s'y trouve la station balnéaire inventée de Dilmouth dans Un cadavre dans la bibliothèque d'Agatha Christie
- Loamshire - un lieu inventé par George Eliot et utilisé par d'autres auteurs, comme Donald Jack dans sa pièce The Canvas Barricade, dans laquelle le majordome est le duc légitime du Loamshire. On retrouve ce comté dans son utilisation par l'armée (le "Loamshire Regiment"). Kenneth Tynan a critiqué un type de pièces, selon lui dominant dans les années 1950, qu'il surnommait 'the Loamshire play', pour désigner un drame dans le cadre de la middle-class anglaise.
- Mallardshire - cadre d'un épisode du dessin-animé Comte Mordicus.
- Mertonshire - cadre de « Les Cavales de Diomède » dans Les Travaux d'Hercule d'Agatha Christie.
- Mortshire - dans l'œuvre d'Edward Gorey.
- Midsomer - cadre de la série Inspecteur Barnaby.
- Naptonshire - le cadre des simulations d'entraînement du Home Defense dans les années 1970, un comté semblable au Northamptonshire.
- Quantumshire - dans Nebulous.
- Radfordshire - l'emplacement de St. Mary Mead dans certains textes de la série Miss Marple d'Agatha Christie. Le comté est situé près des comtés imaginaires de Glenshire, Southshire et Middleshire.
- Rutshire - cadre des Rutshire Chronicles de Jilly Cooper.
- Slopshire - comté du West Country contenant Puddleby-on-the-Marsh, où vit le Doctor Dolittle.
- Southmoltonshire - comté rural où se trouve Rowcester Abbey dans le roman Sonnez donc Jeeves ! de P.G. Wodehouse.
- South Riding of Yorkshire - cadre du roman South Riding de Winifred Holtby.
- Trumptonshire - cadre des séries télévisées Camberwick Green, Trumpton, et Chigley.
- Wessex - présent dans des romans de Thomas Hardy.
- Westershire - cadre de Pie in the Sky.
- Winshire - cadre du roman Le Village des damnés.
- Worfordshire ou plus précisément South Worfordshire - le cadre (entre l'Angleterre et le pays de Galles) du roman La Route sanglante du jardinier Blott de Tom Sharpe.
- Wyvern - comté incorporant les villes imaginaires de Holby (basée sur Bristol), et qui est le cadre des productions de la BBC Casualty, Holby City, et HolbyBlue.

## République d'Irlande
- County Ring - Dans l'émission A Scare At Bedtime avec Podge & Rodge, sur la Raidió Teilifís Éireann.

## États-Unis
- Alabama
  - Beechum County - cadre du film de 1992 Mon cousin Vinny.
  - Cotton County - cadre du film de 1999 La Tête dans le carton à chapeaux.
  - Greenbow County - cadre du film de 1994 Forrest Gump.
  - Maycomb County - cadre de Ne tirez pas sur l'oiseau moqueur de Harper Lee.
- Californie
  - Balboa County - cadre de Neptune, Californie dans Veronica Mars.
  - Clark County - cadre des films SuperGrave et Délire Express.
  - Hill County - cadre des films Retour vers le futur comprenant les villes inventées Hill Valley, Elmdale et Haysville.
  - Livermore County - dans Un homme, un vrai de Tom Wolfe. Equivalent du sud-est du comté d'Alameda, où est située Livermore.
- Floride
  - Calusa County - comté où vit Matthew Hope, personnage inventé par Ed McBain.
  - Oklawaha County - cadre de chansons et d'histoires de Gamble Rogers.
- Géorgie
  - Dougal County - le cadre rural de la série Squidbillies.
  - Grant County - cadre des romans de Karin Slaughter.
  - Hazzard County - cadre de la série télévisée Shérif, fais-moi peur
- Indiana
  - Raintree County - cadre du roman L'Arbre de vie de Ross Lockridge, Jr..
- Kansas
  - Fillmore County - le cadre rural de la série télévisée Jericho.
- Kentucky
  - Crow County - le cadre de certains romans de Silas House.
- Louisiane
  - Chinquapin Parish - cadre de Steel Magnolias.
  - Renard Parish - le cadre de True Blood.
- Maine
  - Castle County - cadre de Castle Rock et Castle View.
- Maryland
  - Ramilly County - dans L'Envers du Paradis de F. Scott Fitzgerald.
- Minnesota
  - Herndon County - lieu de travail de Ruth Harrison, dans A Prairie Home Companion.
  - Ironwood County - le cadre des romans Ironwood County de John Schreiber.
  - Mist County - chef-lieu : Lake Wobegon, inventé par Garrison Keillor.
- Mississippi
  - Caldecott County - le personnage Malicia de Marvel Comics y réside.
  - Ford County - cadre de la plupart des romans et de certaines nouvelles de John Grisham.
  - Yoknapatawpha - Le comté inventé par William Faulkner.
- New Jersey
  - Huntington County - le cadre de la riche ville de Vlyvalle dans le roman Fierce People de Dirk Wittenborn.
- Nouveau-Mexique
  - Carburetor County - cadre de Radiator Springs dans Cars
- Caroline du Nord
  - Mayberry County - cadre de Mayberry dans The Andy Griffith Show.
- Oklahoma
  - Cash County - avec la ville de Vernon, le cadre de romans noirs de Fred R. Harris (il existe aussi un Vernon réel.)
- Oregon
  - Wilbur County - comté rural de l'Oregon central qui est le cadre de la fiction sur internet The Germaine Truth de Duane Poncy et Patricia J. McLean.
- Texas
  - Arlen County - Dans l'épisode pilote de Les Rois du Texas, après quoi le nom du comté a été changé en Heimlich.
  - Belken County - Situé dans la Rio Grande Valley. Cadre de romans de Rolando Hinojosa-Smith.
  - Blackwood County - dans des scènes de The X Files, le film.
  - Braddock County - site du Southfork Ranch dans Dallas.
  - Heimlich County - cadre de la série télévisée King of the Hill, avec les villes d'Arlen et McManerbury.
  - Kimbie County - cadre du roman "No Love in Kimbie County" de Leroy Perkins.
- Virginie
  - Faulconer County - cadre des Starbuck Chronicles de Bernard Cornwell.
  - Jefferson County - cadre de la série télévisée La Famille des collines.
  - Stoolbend County Dans la série télévisée The Cleveland Show.
- Wisconsin
  - Wanker County - comté rural dans la série télévisée Mariés, deux enfants.

### État non spécifié
- Bloom County - comté rural dans Bloom County et ses suites.
- Camden County - cadre de la série télévisée Earl.
- Campbell County - le comté où Odyssey est situé dans Adventures in Odyssey.
- Cobblestone County - là où se situe Caillouville/Saint-Granit (Bedrock) dans Les Pierrafeu.
- Kindle County, le cadre mid-west de la plupart des romans de Scott Turow.
- Kornfield Kounty - cadre de Hee Haw.
- Mississinewa County (traversé par la Mississinewa River) – comté inventé par le poète Jared Carter.
- Moose County - "400 miles north of everywhere", le cadre des histoires Cat Who... de Lilian Jackson Braun.
- Papen County - le cadre de Pushing Daisies, quelque part dans le Pacific Northwest ou en Nouvelle-Angleterre.
- Stevenston County - dans Scary Movie

### États de fiction
- San Andreas, dans Grand Theft Auto: San Andreas
  - Bone County
  - Flint County
  - Red County
  - Tierra Robada
  - Whetstone
- Springfield (Les Simpson)
  - Shelbyville County - comté rural ajacent à - et rival de - Springfield.
  - Spittle County - comté rural adjacent à Springfield.
  - Springfield County - comté de la ville de Springfield.
  - Swartzwelder County - comté rural près de Springfield, dont le nom fait référence au scénariste John Swartzwelder.
  - Ogdenville County - comté rural adjacent à Springfield.

## En orbite
- Clarke County, Space – dans le roman Clarke County, Space de Allen Steele.